# 国营东方红农场
国营东方红农场，是中国内蒙古自治区呼伦贝尔市莫力达瓦达斡尔族自治旗下辖的一个类似乡级单位。

## 行政区划
国营东方红农场共辖以下地区：
东方红农场场部、一队、三队、五队。